# Freema Agyeman
Freema Agyeman (/ˈfriːmə ˈɑːdʒəmən/; Londres, 20 de març de 1979) és una actriu anglesa coneguda per interpretar el paper de Martha Jones en la sèrie de ciència-ficció de la BBC Doctor Who i el seu spin Torchwood. Després de la seva sortida de Doctor Who i aparicions com a convidada als programes de la BBC Survivors i Little Dorrit, va interpretar el paper principal d'Alesha Phillips en el drama de procediment legal Law & Order: UK entre 2009 i 2012. L'any 2013, va debutar a la televisió dels EUA al drama juvenil The Carrie Diaries en el paper de Larissa Loughlin, una editora d'estil a la revista Interview.
Des de 2015, interpreta el paper principal d'Amanita a la sèrie Sense8 de Netflix.

## Biografia
Azar, la seva mare, és iraniana i el seu pare, Osei, és de Ghana. Es van divorciar quan era petita. Té una germana gran, Leila, i un germà petit, Dominic. Tot i que la seva mare és musulmana i el seu pare metodista, Agyeman ha esdevingut catòlica. Va assistir a l'institut Our Lady's Convent RC, una escola catòlica de Stamford Hill i durant l'estiu de 1996 va estudiar a l'escola de teatre Anna Scher d'Islington i va estudiar art i actuació a la Universitat de Middlesex, graduant-se l'any 2000. Agyeman té coneixements d'arts marcials, el qual va portar a especular que la seva aproximació com a companya del Doctor seria més física. El tatuatge que té a la part superior del braç simbolitza els seus ancestres, on la paraula persa "raha", significa "lliure", sota una imatgeun fairtrade empresa que feines amb Ghanaian cocoa pagesos d'una papallona. Fa suport a l'empresa de comerç just Divine Chocolate, la qual treballa amb pagesos de Ghana que conreen cacau.

## Filmografia

### Cinema
| Any  | Títol              | Paper    | Notes        |
| ---- | ------------------ | -------- | ------------ |
| 2004 | Aisha the American | Shaheen  | Curtmetratge |
| 2006 | Rulers and Dealers | Nana     |              |
| 2015 | North v South      | Pennyars |              |